# Pengebladet fredløs
Pengebladet fredløs (Lysimachia nummularia) er en nedliggende, 2-10 cm høj urt, der er almindeligt dyrket og findes forvildet på næringsrig bund i skove og vejkanter. Da den tåler våd bund og skygge fra anden vegetation, bruges den ofte som bunddække ved havedamme og i sumpbede.

## Beskrivelse
Pengebladet fredløs er en flerårig, urteagtig plante med en krybende vækst. Både skud, knopper og blade er lysegrønne. Bladene er modsatte og cirkelrunde med hel rand. Blomstringen foregår i juni-juli, hvor man finder blomsterne siddende enkeltvis, men parvist over for hinanden i bladhjørnerne. Blomsterne er klokkeformede, regelmæssige og 5-tallige med forholdsvis store, gule kronblade. Frugterne er tørre kapsler med mange frø. Frøene modner godt og spirer villigt på fugtig, lysåben bund.
Rodsystemet består af meget højtliggende og fint forgrenede trævlerødder. I tilfælde af oversvømmelse sætter skuddene ikke rødder, men ellers kommer der rødder alle vegne, hvor stænglen rører jorden. Selv korte stumper stængel kan slå rod på våd bund.
Højde x bredde og årlig tilvækst: 0,05 x 0,75 m (5 x 75 cm/år). 9 planter dækker 1 m² på 1 år.

## Hjemsted
Pengebladet fredløs hører hjemme i Lilleasien, Kaukasus og i Øst- og Sydeuropa. I Danmark er den forvildet og naturaliseret og findes nu almindeligt på Øerne og i Østjylland. Den er knyttet til fugtige eller våde områder med lav og let skyggende vegetation, og derfor finder man den på næringsrig bund moser, våde enge, fugtige skove, søbredder og ved bebyggelse.
På øerne i Lyngby Sø nord for København vokser arten sammen med bl.a. alm. fredløs, alm. mjødurt, alm. skjolddrager, bredbladet dunhammer, duskfredløs, hamphjortetrøst, hvas avneknippe, rødel, sværtevæld, topstar og vandmynte
| Portal | Portal:Botanik |

## Note
1. ↑  C. Wesenberg-Lund (efter J. Boye Petersen): Videnskabeligt arbejde vedrørende Lyngby Sø (Webside ikke længere tilgængelig)